# Anthozela
Anthozela là một chi bướm đêm thuộc phân họ Olethreutinae trong họ Tortricidae.

## Các loài
- Anthozela anonidii Ghesquire, 1940
- Anthozela bathysema (Diakonoff, 1984)
- Anthozela chrysoxantha Meyrick, 1913
- Anthozela hemidoxa (Meyrick, 1907)
- Anthozela hilaris (Turner, 1916)